# Агуано (язык)
Агуано (исп. aguano) — это, возможно, мёртвый язык, ранее распространённый на территории Перу. Согласно М. Рулену (Ruhlen (1987)), агуано — это тот же самый язык, что и чамикуро, но носители чамикуро утверждают, что агуано говорили не на их языке, а, скорее на кечуа (Wise 1987).
Другие варианты написания названия языка: Uguano, Aguanu, Awano; иногда называется санта-крусским (исп. Santa Crucino).